# Hallucinations collectives 2025
 (avril 2025).
Motif : Sources attestant de la notoriété ?
- Archive Wikiwix
- Bing
- Cairn
- DuckDuckGo
- E. Universalis
- Gallica
- Google
- G. Books
- G. News
- G. Scholar
- Persée
- Qwant
- (zh) Baidu
- (ru) Yandex

| 1. | Préciser le motif de la pose du bandeau. | Précisez le motif de la pose du bandeau en utilisant la syntaxe suivante : {{admissibilité à vérifier\|date=août 2025\|motif=remplacez ce texte par le motif}}                                       |
| 2. | Informer les utilisateurs concernés.     | Pensez à avertir le créateur de l'article, par exemple, en insérant le code ci-dessous sur sa page de discussion : {{subst:avertissement admissibilité à vérifier\|Hallucinations collectives 2025}} |

 (avril 2025).
Le festival des Hallucinations collectives 2025 est la dix-huitième édition des Hallucinations collectives.

## Déroulement et faits marquants
La dix-huitième édition du festival a lieu du mardi 15 au lundi 21 avril 2025,,.

### Projections
| Titre                                                                  | Réalisateur(s)                 | Année            | Pays                                 |
| Film d'ouverture                                                       | Film d'ouverture               | Film d'ouverture | Film d'ouverture                     |
| ---------------------------------------------------------------------- | ------------------------------ | ---------------- | ------------------------------------ |
| Cloud                                                                  | Kiyoshi Kurosawa               | 2024             | Japon                                |
| Longs métrages en compétition                                          |                                |                  |                                      |
| L'Évaluation (The Assessment)                                          | Fleur Fortuné                  | 2024             | Royaume-Uni- Allemagne- États-Unis   |
| The Ugly Stepsister (Den Stygge Stesøsteren)                           | Emilie Blichfeldt              | 2025             | Norvège- Suède- Pologne              |
| Daniela Forever                                                        | Nacho Vigalondo                | 2024             | Espagne- États-Unis- Belgique        |
| U Are the Universe                                                     | Pavlo Ostrikov                 | 2024             | Ukraine                              |
| Escape from the 21st Century (Cong 21 Shi Ji An Quan Che Li)           | Yang Li                        | 2024             | Chine                                |
| Desert Road                                                            | Shannon Triplett               | 2024             | États-Unis                           |
| The Surfer                                                             | Lorcan Finnegan                | 2024             | Australie- Irlande                   |
| Courts métrages en compétition                                         |                                |                  |                                      |
| Généalogie de la Violence (16 min)                                     | Mohamed Bourouissa             | 2024             | France                               |
| A Brighter Summer Day For The Lady Avengers (12 min)                   | Birdy Wei-Ting Hung            | 2024             | Taïwan                               |
| A Round of Applause For Death (5 min)                                  | Stephen Irwin                  | 2024             | Royaume-Uni                          |
| Autophagy (12 min)                                                     | Edie Lawrence                  | 2024             | Royaume-Uni                          |
| The meaningless Daydreams of Augie & Celeste (7 min)                   | Pernell Marsden                | 2024             | Australie                            |
| Deluge (13 min)                                                        | Meejin Hong                    | 2024             | États-Unis                           |
| Izzy (5 min)                                                           | Yfke van Berckelaer            | 2024             | Pays-Bas                             |
| Femme (18 min)                                                         | Nina Noël Raaijmakers          | 2024             | Pays-Bas                             |
| Sauna Day (14 min)                                                     | Anna Hints et Tushar Prakash   | 2024             | Estonie                              |
| Soirée Vampires : Sortir du cercueil                                   |                                |                  |                                      |
| Vampire Hunter D : Bloodlust                                           | Yoshiaki Kawajiri              | 2000             | Japon- Hong Kong- États-Unis         |
| Martin                                                                 | George A. Romero               | 1977             | États-Unis                           |
| Trois chemins de l'enfance                                             |                                |                  |                                      |
| L'Enfant (The Child)                                                   | Robert Voskanian               | 1977             | États-Unis                           |
| The Rare Blue Apes of Cannibal Isle                                    | Donn Greer                     | 1975             | Malaisie                             |
| L'Autre (The Other)                                                    | Robert Mulligan                | 1972             | États-Unis                           |
| Poison for the Fairies (Veneno para las hadas (es))                    | Carlos Enrique Taboada         | 1984             | Mexique                              |
| Les 5 000 Doigts du Dr T (The 5,000 Fingers of Dr. T)                  | Roy Rowland                    | 1953             | États-Unis                           |
| Paperhouse                                                             | Bernard Rose                   | 1988             | Royaume-Uni                          |
| Instinct Gréguerre                                                     |                                |                  |                                      |
| Haine                                                                  | Dominique Goult                | 1980             | France                               |
| La Poursuite impitoyable (The Chase)                                   | Arthur Penn                    | 1996             | États-Unis                           |
| Les Yeux de Satan (Child's Play)                                       | Sidney Lumet                   | 1972             | États-Unis                           |
| Cabinet de curiosités                                                  |                                |                  |                                      |
| Femme ou Démon (Through the looking glass)                             | Jonas Middleton                | 1976             | États-Unis                           |
| La Résidence (La Residencia)                                           | Narciso Ibáñez Serrador        | 1969             | Espagne                              |
| Extreme Private Eros : Love Song 1974 (Gokushiteki Erosu : Renka 1974) | Kazuo Hara                     | 1974             | Japon                                |
| Freeway                                                                | Matthew Bright                 | 1996             | États-Unis                           |
| The Mansion of Madness (La Mansión de la Locura)                       | Juan López Moctezuma           | 1972             | Mexique                              |
| La Forteresse noire (The Keep)                                         | Michael Mann                   | 1983             | États-Unis- Royaume-Uni              |
| Film de clôture                                                        |                                |                  |                                      |
| Reflet dans un diamant mort                                            | Hélène Cattet et Bruno Forzani | 2025             | Belgique- Luxembourg- Italie- France |

### Prix
- Compétition longs métrages :
  - Grand prix du festival (prix du public) et Prix du jury jeunes (utilisateurs du pass Culture) : U Are the Universe de Pavlo Ostrikov[4]
- Compétition courts métrages :
  - Grand prix du festival (prix du public) et Prix du jury lycéen (utilisateurs du pass Culture) : The meaningless Daydreams of Augie & Celeste de Pernell Marsden[4]